# Лепкалюк Мирослав Мирон
Лепкалю́к Мирослав-Мирон (04.04.1919, Старий Косів, Галичина — 12.06.2005, Нью-Йорк) — український інженер-будівельник і бізнесмен, США.

## Життєпис
Закінчив гімназію в Коломиї (1938). Навчався у Данцігу, Штутгарті (Німеччина), де здобув диплом інженера-будівельника мостів (1943).
З 1947 р. — на еміграції в США. Працював у різних фірмах. Від 1953 р. — у фірмі «Роберт В. Лорі» — з 1954 р. — співзасновник і віцепрезидент цієї фірми. Тільки до кінця 1958 р. під керівництвом М. Лепкалюка спроєктовано 365 мостів і споруд для автомобільного й залізничного транспорту в США. Зокрема, через річку Міссісіпі. Серед них — один із найдовших у цій країні «Brownsville Bridge» через р. Монанґа-гела побл. м. Пітсбург (шт. Пенсильванія), а також електростанції у Чилі.
Активний громадський діяч. Співорганізатор і голова ТУІА (1950-51), Українського Народного Дому в Нью-Йорку (1952—1954), Українського Інституту Америки та ін.